# Martín Fierro
(Protasi del Martín Fierro)
Martín Fierro è un poema epico argentino scritto da José Hernández nel XIX secolo.
Il poema fu pubblicato nel 1872 con il titolo El gaucho Martín Fierro ed è considerato un capolavoro del genere gauchesco in Argentina e Uruguay. Una prosecuzione dell'opera, intitolata La vuelta de Martín Fierro (Il ritorno di Martín Fierro) fu pubblicata da Hernández nel 1879.

## Un classico della letteratura argentina
Il poema narra, in versi ottonari e rimati, la vita del gaucho Martín Fierro, esaltandone il carattere indipendente, fiero e disposto al sacrificio. Il tema del poema è concepito in polemica contro le tendenze moderniste della letteratura europea sostenute dal presidente argentino Domingo Faustino Sarmiento.
Leopoldo Lugones, nella sua serie di conferenze pubblicate col titolo El payador, sostenne che questo poema doveva essere «Il libro nazionale degli argentini», riconoscendo alla figura del gaucho la qualità di genuino rappresentante del paese, emblema nazionalistico dell'argentinità. Per Ricardo Rojas il Martín Fierro rappresentava il classico della letteratura argentina per eccellenza. Il gaucho non era più considerato un fuorilegge, ma un eroe nazionale. Leopoldo Marechal, in un saggio intitolato Simbolismos del Martín Fierro (I simbolismi del Martín Fierro) volle interpretarlo in chiave allegorica, mentre José María Rosa vi vedeva un'interpretazione della storia argentina. L'opera di Hernández è apparsa in più di cento edizioni in Argentina e, all'estero, è stata tradotta in più di settanta lingue, persino in piemontese ed in quechua.

## Trama
Nella prima parte del Martín Fierro, il protagonista, un gaucho, è arruolato per difendere un fortino posto alla frontiera con i territori degli indios. La sua vita di povertà nella Pampa è descritta con slanci romantici, tipici della letteratura dell'epoca, mentre gli episodi guerreschi sono descritti con maggior realismo. Successivamente Fierro diventa un fuggitivo perseguitato dalla polizia. Mentre si scontra con i gendarmi trova un alleato nel sergente Cruz che, impressionato dal coraggio di Fierro, si unisce a lui nella lotta. Entrambi decidono di andare a vivere fra gli indios per sottrarsi alla legge e sperando di vivere una vita migliore. Con questa decisione si conclude la prima parte del poema: Fierro dimostra chiaramente di non voler far parte della società argentina di stile europeo e di preferire, di contro, la vita con le popolazioni indigene che abitano le enormi praterie tra Argentina, Uruguay e Brasile.
Nella continuazione, pubblicata vari anni dopo, nel 1879, c'è un cambiamento di poetica, dovuto a una successiva maturazione dell'autore. Martín Fierro cambia e si adatta alla vita dell'Argentina urbanizzata che inizialmente aveva disprezzato.

## Esistenza storica di Martín Fierro
Da sempre si specula sull'effettiva esistenza di Martín Fierro come figura storica nel luogo e nel tempo in cui Hernández ambientò il suo poema. Alcuni fanno risalire la storia di Hernández a un gaucho ribelle con questo nome (abbastanza comune in Argentina) che visse nella zona del Tuyú chiamata Lobería Grande e attualmente Mar del Plata. La famiglia di Hernández aveva dei possedimenti in questa zona e l'autore vi passò gran parte dell'infanzia e della giovinezza. La maggioranza dei critici tuttavia ritengono che la figura di Martín Fierro sia stata immaginata da Hernández con valore paradigmatico e ideale per incarnare il tipico gaucho della fine dell'Ottocento. Il personaggio di un altro poema gauchesco, il gaucho Don Segundo Sombra, è realmente esistito, ma nell'opera la sua figura è comunque romanzata. In ogni caso è storicamente documentato che vicino a Mar del Plata, nelle zone di macchia presso la costa, si rifugiarono spesso gaucho ribelli, specialmente dopo la battaglia di Caseros e al tempo della Guerra della Triplice Alleanza.

## Adattamenti
Esiste una versione cinematografica dal titolo omonimo: Martín Fierro, realizzata nel 1968 dal regista argentino Leopoldo Torre Nilsson.
Nel 2007 in Argentina è stato prodotto un adattamento a cartoni animati del Martín Fierro diretto da Norman Ruiz e da Liliana Romero su sceneggiatura di Horacio Grinberg e Roberto Fontanarrosa.
Nella traccia La Viguela dell'album Lunatico (2006) dei Gotan Project si possono ascoltare, recitati, i primi versi del poema.

## Edizioni italiane
- Martin Fierro: La partenza, Collana Il maestrale, Edizioni Accademia, 1977,  p. 236.